# Nulato
Nulato es una ciudad ubicada en el Área censal de Yukón–Koyukuk en el estado estadounidense de Alaska. En el Censo de 2010 tenía una población de 264 habitantes y una densidad poblacional de 2,32 personas por km².

## Geografía
Nulato se encuentra en las coordenadas 64°41′24″N 158°17′2″O / 64.69000, -158.28389. Según la Oficina del Censo de los Estados Unidos, Nulato tiene una superficie total de 113.66 km², de la cual 107.65 km² corresponden a tierra firme y (5.29%) 6.01 km² es agua.

## Demografía
Según el censo de 2010, había 264 personas residiendo en Nulato. La densidad de población era de 2,32 hab./km². De los 264 habitantes, Nulato estaba compuesto por el 4.92% blancos, el 0% eran afroamericanos, el 94.32% eran amerindios, el 0% eran asiáticos, el 0% eran isleños del Pacífico, el 0.38% eran de otras razas y el 0.38% pertenecían a dos o más razas. Del total de la población el 0.76% eran hispanos o latinos de cualquier raza.